# Rubus alpinus
Rubus alpinus là loài thực vật có hoa trong họ Hoa hồng. Loài này được Macfad. miêu tả khoa học đầu tiên năm 1850.